# الشعر الإسباني المعاصر
الشعر الإسباني المعاصر هو الشعر الذي يبدأ من النصف الثاني من القرن العشرين، بعد أن ولد من رحم أدب مرحلة ما بعد الحرب الأهلية الإسبانية. اتجه خلالها جيلٌ جديدٌ من الشباب الشعراء والفنانين للظهور بقوانين وأساليب شعرية مختلفة عن أسلافهم، وذلك بدءاً من عام 1960.

## جيل المجددين Novísimo وأقرانهم
كردّة فعل على «الشعرالاجتماعي» ظهرت مجموعة كبيرة من الشعراء في أواخر الستينات اتصفوا بتركيزهم على الشكل، وهو الشيء الذي لم يدرجه الشعر الاجتماعي ضمن أولوياته عند إنتاجه للأعمال الشعرية. وكان لهذه المجموعة اهتمام ملحوظ بالظواهر التي سُميت ثقافة الجماهير مثل: السينما والكوميديا وموسيقى البوب وغيرها.
من بين هؤلاء الشعراء انتقى مؤرخ الأدب جوسيب ماريا كستاليت مجموعة لتقديمهم في مقتطفاته الأدبية المختارة بعنوان أحدث تسعة شعراء اسبان. سبّب هذا الكتاب ردود فعل كبيرة وفورية ومثّل تغييراً حقيقياً سبّبه إثارة الجدل حول معايير اختيار المؤرخ لهؤلاء الشعراء وإدراجهم في هذه المختارات وطريقة تذوق شعرهم. كانوا تسعة شعراء: خوسيه ماريا ألفاريز، وفيليكس دي أزوا، غييرمو كارنيرو، بيري خيمفيرير، أنطونيو مارتينيز ساريون، فيسينتي مولينا فويكس، آنا ماريا مويكس، ليوبولدو ماريا بانيرو، ومانويل فاسكيز مونتالبان.
في العشرين من عمره، نال الشاعر بيري خيمفيرير الجائزة الوطنية للأدب على عمله «حرق البحر»، وهو عنوان يرمز بدرجة كبيرة إلى هذا الجيل. وفي عام 1970 توقف عن الكتابة باللغة القشتالية (الإسبانية)، رغم أنه كان قد استأنف الكتابة بها حديثاً في كتبه مثل: «الحب في الهواء». أظهرت قصيدته «نشيد البندقية أمام بحر المسارح» جماليات البندقية، وأعاد كتابه «الموت في بيفرلي هيلز» إبراز المناظر الطبيعية العاطفية من خلال الصور الملتقطة في عالم السينما.
برز لدى غييرمو كارنيرو نظرته الخاصة في الحب وتذوقه لأساليب العَرُوض الكلاسيكية، بالإضافة إلى بروز ثقافته الواسعة فيما وراء الشعر Metapeosía. أما خوسيه ماريا الفاريز فقد نشر عُنواناً وحيداً وهو «متحف الشمع»، وبسبب نجاحه صدرت له سبع طبعات. 
وفي بداياته، وصل الشعر الاجتماعي إلى انحلال ثقافي في الأعمال التي قدمها. وسمي ليوبولدو ماريا بانيرو «الشاعر الملعون» بعد إنتاج خايمه شافاري الفيلم الوثائقي «خيبة الأمل». وبقيت اللعنة تكبر، وتدهور تزامنا معها الوضع الصحي للشاعر، إلى أن نشر«قصائد من مستشفى مجانين موندراغون».
أما بالنسبة لبقية الشعراء في مقتطفات كستاليت فقد تخصصوا لاحقاً في السرد، عدا مانويل فاسكيز مونتالبان، الذي استمر لبضع سنوات في كتابة شعر ذي طابع اجتماعي بالإضافة إلى كتابته للرواية.
ورغم عدم إدراجهم في قائمة خوسيه ماريا كستالست المتعارف عليها، ولكن يمكن اعتبار أعمال الشعراء أنطونيو كوليناس، لويس ألبرتو دي كوينكا، لويس انطونيو دي فيلينا وخايمه سيليس ذات صلة بالجيل المجدد.
ويعد التطور الشعري للكاتب لويس ألبرتو دي كوينكا حالة خاصة. فبدأ بتوجه قريب من «الجيل المجدد» في نزعتهم الثقافية culturalismo وتطوّر تدريجياً نحو الشعرٍالواقعي فتطرق لمواضيع الحياة اليومية، والأحاسيس المرهفة، وروح الدعابة في أعماله مثل: (صندوق الفضة، الحلم الآخر).
أما لويس انطونيو دي فيلينا فأعاد في كتبه الأولى خلق عالم أسطوري مبني على الثقافة الكلاسيكية والبيزنطية (رحلة إلى بيزنطة)، رغم أنه في عناوين لاحقة اتّجه إلى النثر (القطط الأمراء).
ونشر خايمه سيليس كتب متنوعة منها ما يقرب الشعر النقي والمتبصر (كانون) ومنها كا كانت لغته الشعرية أكثر شكلية وكلاسيكية وأكثر قرباً من الواقع (إشارات ضوئية، إشارات ضوئية).
برز خوسيه ميغيل أويان في خط الشعر المرئي (من مترجل مريض وقع في حب من استضافته). وجمع خوان لويس بانيرو في قصائده بين النزعة الثقافية والنزعة الحميمية Intimismo. أما خانيرو تالينس وأنيبال نونيز lمؤلف (الكوارثو) فهم شعراء متميزون أيضاً طرحوا عدة مواضيع كلاسيكية في الشعر مثل الحب والوحدة والموت.
يعتبر أنطونيو كارفاخال، ميغيل دورس، وإلوي سانشيز روسيلو من أكثر الشعراء الذين مارسوا الشعر الكلاسيكي شكلاً ومضموناً. ويفضل كارفاخال، مؤلف (من النمور في الحديقة)، بلغة الباروك، وهي لغة لا تشترك مع ملامح الشعر المجدد؛ ولكنها تبحث عن الجمالية، وبذلك تُستخدم الاستعارات والأشكال الكلاسيكية مثل السونيتة. ويتميز الشاعر دورس بنمط غنائي إنساني وحميمي يضيف إليه رؤيته الخاصة حول الوجود بالإضافة لسخريةٍ جذابة، وهو مؤلف (مساق متفوق في الجهل، نحو ضوء آخر أكثر نقاوة). وقام سانشيز روسيو، الحائز على جائزة أدونايس، في (طرق لتكون وحيدا، 1977)- قام بعرض نغمات احتفالية ورثائية في آن واحد، مع سيادة الرثائية في عمله، ناقش بأسلوبٍ حادٍ أعظم القضايا الوجودية. وهو أيضاً مؤلف (مرثيات، صور الذات واليقين، جائزة النقد).
شعراء آخرون من السبعينات وأقرانهم اجتمعوا مع مجموعة الجيل المجدد حول مجلة الشعر (انتروتشا دي باخا). وقد تناوله البروفيسور والناقد خوان خوسيه لانث شعراء هذا الجيل تحت عنوان «هرطقة وشريعة في الشعر الإسباني خلال الفترة الانتقالية». على عكس الناقد والباحث بيدرو رويث بيريث التي اعتبرها من بين الجماليات المجددة والنزعة العاطفية، وعدها خطوة باتجاه شعر الثمانينات حسبما نشره في «مجلات أدبية إسبانية في القرن العشرين (1919-1975)». تشمل مقتطفاته «تراجع الأجيال في السبعينات» أسماء معروفة اليوم في الشعر، مثل: خوستو نابارو، فرانسيسكو غالبيث، البارو سالبادور خوفري، خوسيه لويس امارو، خواكين لوباتو وفرناندو ميرلو.

## الثمانينات: الشعر الرمزي، الشعر الميتافيزيقي، اللاعقلانية
كردّة فعل على النزعة الثقافية، كتب الشعراء ألبارو سلبادور، لويس غارثيا مونتيرو وخابير ايخيا في غرناطة بيانهم «النزعة العاطفية الأخرى» يطالبون بشعر واقعي، يبحث عن العاطفة، باستخدام مفردات بسيطة، ومواقف من الحياة اليومية. يمكن البحث عن نماذج هذا الشعر في شعراء الخمسينات، وخاصة في أعمال خايمه خيل دي بيدرنا وانخيل غونثاليث وفرانثيسكو برينيس.
أصبح لويس غارثيا مونتيرو أكبر ممثل لهذا التيار الشعري المسمي «الشعر التجريبي». حاز مونتيرو على جائزة أدونايس عن «الحديقة الأجنبية» (1982)، ثم أتبعه بـ«يوميات متورطة» (1988)، و«أزهار البرد» (1991)، و«غرف منفصلة» (1994)، و«تماما يوم الجمعة» (1999) و«حميمية الأفعى» (2003)، وحاز بهن على الجائزة الوطنية للأدب وجائزة النقد وجائزة لوي. وتدور أغلبية أشعاره حول موضوع الغرام، ومشاهده ليلية بشكل خاص، رغم كثرة مشاهد التأمل الوجودي أيضاً.
فيليبه بينيتيث ريس هو اسم بارز آخر من هذه المجموعة. مواضيعه المفضلة، بالإضافة إلى الحب، هي: الذاكرة ومرور الوقت والأدب الخاص. من بين مؤلفاته «العوالم العقيمة» «وحيوات غير محتملة». وقد حاز على جائزة النقد.
كارلوس مارثال والذي عرف في وقت متأخر عن أسلافه، فاز بجائزة النقد عن «المعادن الثقيلة» (2001)، وفي 2002، فاز بالجائزة الوطنية للأدب عن القصائد نفسها. يتنقل مارثال بين شعرٍ واقعي، متشكك وساخر، تأملي في الحب والصداقة (الحياة من الحدود) إلى شعر أقل خيالية وأكثر عنايةً.
ابتعد خون خواريستي باعتدال عن هذا المنهج، حيث ساد فيه نبرة حزن وخيبة أمل من الواقع ومن نفسه، بالإضافة إلى سخرية رقيقة. وبرز في إعادة تأويله للكلاسيكية وانشغاله بمشكلة الباسك، وهو مؤلف لعديد من الأعمال مثل «يوميات شاعر تعب مؤخرا» أو «وقت كئيب».
ثمّة مؤلفون آخرون قريبون من هذا المنهج، وهم: فرانثيسكو بيخارانو، خوسيه ماتيو، خابير سالباغو، أبيلاردو ليناريس، خوان لاميار، خوسيه أنتونيو وميسا توريه. وجميعهم من الأندلس، يتحدثون عن الحب والحنين بلغة بسيطة ومباشرة وبمقاييس تقليدية. بينما اهتم خوستو نابارو بالحميمية والشكلية Formalismo.
ويدافع أندريس ترابيو في قصائد مثل «الحياة سهلة» عن الشعر التقليدي بنبرة هادئة مستنداً على نماذج مثل أونامونو وماتشادو. ويلتقي خوليو ياماثاريس أيضاً في منتصف الطريق بين الرمزية والرزانة كتلك المعروفة عن ترابيو، ويقدم ملحمة شعرية جديدة للعالم الريفي تذكر بالتاريخ الغائب.
في منتصف عقد الثمانينات، طالب عدد من مؤلفين شكلوا مجموعة سمت نفسها «الاختلاف»، في أشعارهم ونصوصهم النظرية، باستقلال وحرية الأدب، في مواجهة الشعر التجريبي، الذي اعتبروه توجهاً مسيطراً ومدعوماً من قبل السلطات العامة. وأبرز من عرف ضمن تيار «الاختلاف» مؤلفون مثل أنتونيو إنريكه وخوسيه لوبيانيث وفرناندو دي فينا.
كان جيل الثمانينات يعتبر إدخال الصور أمراً ضرورياً للخطاب الشعري، وكان منشغلاً بالمواضيع التي تتجاوز محيط الحياة اليومية. وفي مواجهةٍ مع مجتمع نظامي، أثبتوا من خلال نظريتهم الشعرية وفي عاداتهم وفكرهم أن هدفهم كان التنوع والانشقاق.
وفي ما يتعلق بالشعر الملحمي، يبرز خوليو مارتينيز ميسانثا، خوليو ياماثاريس، خوان كارلوس سونيين، الذين غلب عليهم التوجه الأخلاقي. وأعاد ميسانثا في قصيدته «أوروبا» خلق مواضيع الشجاعة والشرف، بمشاهد كلاسيكية أو مشاهد تنتمي للعصور الوسطى لكنها تعكس الحياة الحديثة. أما سونيين وهو كاتب «رجل لا يجب تذكره» فقد حصل على جائزة الملك خوان كارلوس.
كذلك، ظهر تيار الشعر اللاعقلاني، بعيداً عن مبادئ الشعر التجريبي. من هذه المجموعة نسلط الضوء على شعراء مثل خوان كارلوس ميستري، وقد حصلت قصائده «ضد ضجيج الخريف في وادي بييرزو» على جائزة أدونايس. ومن أعماله «وقع الشعر في مصيبة»، «في قبر كيتس»، و«أندرو البيضاء» الحائزة على الأدونايس. وله أيضاً «عن طفلة في المقاطعات ذهبت للعيش في شاغال»، وهي قصيدة تفسر السريالية الجديدة ووضعيتها اللاعقلانية مع التلميحات المستمرة عن المخدرات. لكن، إذا تحدثنا عن المباغتة، نجد أيضاً المتميز فرناندو بيلتران، الذي حصل كتابه «السحرة في مدريد» على جائزة الأدونايس الثانية في العام نفسه الذي حصل عليها لويس غارسيا مونتيرو، ويقدم فرناندو مثالاً واضحاً لشعرالمباغتة مع ماضٍ مثقف والتزامٍ للفن الشعري. في ما بعد، توّجه في شعره للتطرق للجوانب الاجتماعية دون التخلي أبداً عن اللاوقعية والسريالية. من الأسماء الأخرى ذات العلاقة بالتيار اللاعقلاني نذكر لويزا كاسترو، أماليا ايغليسياس، انجل بيتيزمي.
و ظهر تيارٌ آخر وهو شعر الميتافيزيقيا (علم ما وراء الطبيعة) أو شعر الصمت، وأشهر كتّابه: ميغيل كاسادو، راسبيرانزا لوبيز بارادا، اندريس سانشيز روباينا، ألفارو فالفيردي، فيثينتي فاليرو، اولفيدو غارسيا فالديس، شانتال مايار، كونشا غارثيا، بيدرو بروفينثيو، آدا سالاس. وجميعهم يدعمون شعراً تلقى فيه الفراغات بين الكلمات أهمية بالغة. وجزءٌ من الفكر الميتافيزقي والتكتم الشكلي ما نجده في أشعار خوسيه كارلوس كاتانيو، بالرغم من صعوبة إيجاد تشابهات كبيرة في أسالبيه.
وأنه لأمر ملحوظ انتشار القصائد المتعلقة بالإثارة الجنسية من وجهة نظر أنثوية، نظمتها شاعرات، مثل: آنا روسيتي (هذيان الايراتو)، المودينا غوثمان (قصيدة ليدا سال، حضرتك، التقويم، الأمير الأحمر) أو اورورا لوكيه (ايبيريونيدا، مشاكل الدوبلاج، رفاق ايكارو)

## التسعينات: ما بين الواقعية والميتافيزيقا
في هذه المرحلة يميل بعض الشعراء إلى تغيير المواقف، مثل: جورج ريتشمان، ادواردو غارسيا. وفي الكتاب الأخير لكارلوس مارثال وفيسينت غاليغو وريتشمان تطورت أشعارهم من شعر الميتافيزيقيا (أنشودة التعرية) إلى شعر يرتبط بالمجتمع (اليوم الذي توقفت فيه عن قراءة الباييس). أما غاليغو فكتب (النور، بأسلوب آخر) وضم اليها تأملات من الحياة الحالية وعلاقات الأزواج (فضة الأيام)، واستعراض بشكل مفاجئ الشعر الصوفي خلال سنواته الأخيرة كما نجد في شعره (إذا كنت تخشى الموت فعالم ضمن السطوع).
بعد تفضيله الشعر الفضولي، يوّجه فرناندو بيلتران جزءاً من صوته الشعري للجوانب الاجتماعية، دون التخلي عن أسلوبه الذي بدأ فيه في (سبت السحرة في مدريد). من نتائج هذا التغيير أيضاً المنظومات الشعرية لأنطونيو مورينو غيريرو، ميغيل أنجل فيلاسكو، لويس مونيوث، الفارو غارسيا، لورنزو بلانا ولورنزو اوليفان. وفي مستوى منفتح على التجريب وعلى إعادة قراءة ساخرة للطليعية نجد أعمال خورخيه خيمينو وخافيير كوديسال. بينما انتقل فرانسيسكو دوميني إلى خط الواقعية الانتقادية.
ونتيجة توارث الواقعية القذرة، ظهر شعر يركّز على استكشاف المشاعر المؤدية إلى الملل وخيبة الأمل. ومن المؤلفين الأساسيين لهذا الشعر روجر والفيه، كارميلو.س ايريبارين، بابلو غارسيا كاسادو.
وثمة اتجاه جديد يُسمى شعر الوعي، ذو جذور اجتماعية قوية، يدور حول اللقاءات الشعرية المنظمة المُسمية «أصوات قصوى» وحول الحركات المتعددة المناهضة للشيوعية. ومن بعض المؤلفين في هذا المجال: انتونيو أوري ويلا، ايزابل بيريز مونتالبان، توني مينديز، دافيد جونزاليز، انريكي فالكون.
هذا ويجب الأخذ بعين الاعتبار بعض المؤلفين غير المنتمين لهذا التيار، مثل: مانويل مويا واوريليو جونزاليس اوبيس. ومن جهة أخرى، الشاعر فرانسيسكو اكويو، شاعر مبدع ليس له مثيل بعالمه الشعري الخاص.

## جيل عام 2000
هو الجيل الذي يتحدث عنه الناقد لويس انتونيو دي بيينا في مجموعته المنتقاة «الذكاء والفأس»، وفي «نظرة عامة على الجيل الشعري لعام 2000». ووفقا لهذا الناقد، فقد قلب هذا الجيل دوافع الشعر التجريبي جذرياً. حيث يشتمل شعراءً ملتزمين بقراءة الشعر التجريبي، مثل: خوان انتونيو جونزاليس ايغليسياس، البارو جارثيا، لويس مونيوث، لورينزو اوليغان ولورينزو بلانا. وشعراءً يمثلون رؤية أكثر بعداً قد تكون من خلال التهكم مثل: خورخيه خيمينو أو خيسوس أغوادو، أو من خلال النقد الاجتماعي مثل ايسابل بيريز مونتالبان.
نقاد آخرين يعدون أن الشعر الأكثر حداثة، ليس الشعر التجريبي، مع أنه يتحرك في جبهات متعددة ولكن لا يمكن في أي حال اعتباره مدرسة مهيمنة. فبداخل كل مجموعة يوجد اختلافات هائلة، وفي كثير من الحالات يمكن للشاعر أن ينسب إلى عدة منها. وبذلك نتج عند بعض الشعراء انقلاب في مناقشة المواضيع الإنسانية بنغمة جادة مع القليل من التهكم، مثل: آنا ايسابل كونيخو، أدولفو كويتو، فينيسا بيريز ساوكييو، لويس باجيه كيليث، كارلوس كونتريراس الفيرا، جوليا بييرا، أدريانا غارثيا، ميريام رييس، بين كلارك، كاميلو دي اوري، ماريو كوينكا ساندوفال ومارتن لوبيز فيغا، وتناوبوا لهجتهم التعبيرية، الوجودية، التأملية. حيث نجد ميغيل أنخيل كونتريراس، خوليو ماس أنكاراز، يايزا مارتينث، خوسيه دانييل غارثيا.
شعراء آخرون ينسبون بطريقة أو بأخرى إلى الميراث الجدلي بين التقليد والطليعية مثل: كارلوس باردو، خوان كارلوس أبريل، أبراهام غراخيرا، خوان أنتونيو بيرينير، رافائيل اسبيخو، جوزيف رودريغز، خوان مانويل روميرو، أندريس نافاررو، أنتونيو بورتيلا.
وبلا شك، لا بد الأخذ بعين الاعتبار أنه من ناحية أخرى يوجد شعراء شبان يسيرون في أعقاب الشعر التجريبي مثل: راكييل لانسيروس، دانييل رودريغز مويا، فيرناندو فالفيرديه رودريغز. ومع ذلك، يوجد مجموعات وتيارات أخرى ذات أساليب تعتمد في كثير من الأحيان على كتاب أو مؤلف واحد. من هذا المنطلق، كتب بعض الشعراء قصائد اعترافية، تتمركز حول الأنا الشعرية، مثل: ألفونسو بيرروكال وبابلو ميندز.
ثمة مجموعة أخرى تسمى لانساروتيين (نسبة إلى جزيرة لانسروت) شُكلت من قبل سانشيز روباينا، يبرز فيها رافائيل خوسيه دياز. ويمكن التحدث عن مجموعة أخرى من الشعراء، أتباع تراث ريلكيان (نسبة إلى الشاعر راينير ماريا ريلكه) مع منظومات لشعراء مثل: كلاوديو رودريغز، فيسنتيه فاليرو، خافيير كانا فيس، خافيير كانو، خوسيه أنتونيو غوميز كورونادو، خافيير فيلا.